# Muzeum im. Stanisława Murzynowskiego w Murzynowie
Muzeum im. Stanisława Murzynowskiego w Murzynowie – muzeum etnograficzne zlokalizowane na brzegu Wisły (Jeziora Włocławskiego) w Murzynowie (powiat płocki). Obrazuje kulturę chłopską w nadwiślańskiej miejscowości, ze szczególnym uwzględnieniem związków mieszkańców z rzeką.

## Historia
Muzeum założył etnograf, profesor Jacek Olędzki w latach 70. XX wieku (1978), wybierając jako patrona postać Stanisława Murzynowskiego, autora pierwszego polskiego przekładu Nowego Testamentu, osoby związanej z okolicą. Olędzki niejednokrotnie powoływał się na zbieżność swoich afrykańskich badań z nazwą ulubionej wsi, w której zamieszkał. Muzeum znajduje się w jego drewnianym, krytym strzechą domu, który przedtem był mieszkaniem przewoźnika rzecznego i jego rodziny. Dom z początku XX wieku, dzięki staraniom profesora, nie uległ rozbiórce podczas budowy zbiornika wodnego – Jeziora Włocławskiego. Budowa tamy we Włocławku spowodowała zniszczenie wielu podobnych gospodarstw zlokalizowanych w okolicy. Olędzki, współpracując z Tomaszem Cabanem, prowadził żywą działalność edukacyjną, jak również służył ośrodkiem pracy i nauki dla osób związanych z Uniwersytetem Warszawskim. Po śmierci Cabana w 2010 muzeum stanęło przed groźbą likwidacji, jednak w wyniku starań Urzędu Gminy w Brudzeniu Dużym i Wydziału Geografii i Studiów Regionalnych Uniwersytetu Warszawskiego otwarto je ponownie w 2016. Wymieniono wówczas ekspozycję (powstała zgodnie z wizją Wojciecha Marchlewskiego i Tadeusza Baraniuka), a chałupę poddano gruntownemu remontowi. 

## Ekspozycja
Właścicielem muzeum jest Mazowiecki Ośrodek Geograficzny Uniwersytetu Warszawskiego. Ekspozycja związana jest z historią i etnografią rejonu Murzynowa, zwłaszcza obrazuje zajęcia mieszkańców, przede wszystkim związane z rzeką Wisłą: rybołówstwo, flisactwo, żegluga, ale też wikliniarstwo, sadownictwo, rolnictwo i kult religijny. Eksponowane są akcesoria rybackie – kosze na ryby, sieci, kotwice, żagle, stroje, buty filcowe do chodzenia po lodzie, czy sprzęt do przygotowywania posiłków na łodziach. Eksponowane są też obrazy religijne (Jezus chodzący po wodach Jeziora Tyberiadzkiego), znaleziska archeologiczne z miejscowego cmentarzyska kultury grobów kloszowych (VII wiek), ceramika z miejsca po dawnym dworze Murzynowskich oraz przedmioty związane z profesorem Olędzkim. W większości są to dary okolicznej ludności dla profesora Olędzkiego i pochodzą z XIX i początku XX wieku. 
Na ścianie zewnętrznej chałupy znajduje się tablica upamiętniająca profesora Jacka Olędzkiego.

## Otoczenie
Przy muzeum znajduje się miejsce, gdzie można przybić łodzią lub kajakiem (kilometr poniżej Mariny Murzynowo).